# SBI Robo
SBI Robo株式会社（英文表記：SBI Robo Corp.）は、検索に関する事業等を行う株式会社であった。SBIホールディングスグループの企業として設立された。

## 概要
前身はソフトバンク子会社の「ソフトバンクRobo株式会社」。ディレクトリ型検索であるヤフーの検索エンジンを、Googleのようにロボット型検索化し、Web 2.0化を推進していくという趣旨で設立された。しかし、結局米ヤフーとの折り合いが付かず計画は膠着状態に陥り、北尾吉孝率いるSBIグループの戦略的情報革命を推進するため、SBIホールディングス株式会社の傘下に入った。仮想世界の構築や検索エンジンのサービス、実名SNS、ネットメディアの広告代理等事業を行うものの、事業は好転せず、CEOの渡部薫は退任(親会社SBIホールディングス株式会社の事業部長に専念するも2009年末に退任)、現在は各サービスも別の会社に移転し、会社としての活動はない模様。
秋葉原にある本社の他、同社が提供を予定しているサービス「Cyber MEGACITY - 東京0区」にある「ザ・タワー」の100階にもオフィスを構えていた。
2007年2月に検索テクノロジー大手のファストサーチ & トランスファ社が出資を行い、両社の合弁会社となった。

### 株主構成
（2007年8月現在）
- SBIホールディングス84%
- ファストサーチ & トランスファ16%

### 主な役員
- 代表取締役執行役員CEO: 北口浩士
- 取締役：北尾吉孝
- 取締役：澤田安太郎

## 主なサービス

### SBI Business
ビジネスパーソン本人が登録した正確なプロフィール検索やSNSを中心に、ビジネスで必要なサービスを網羅したビジネスプラットフォーム。

### 企業情報Navi
株式コードや銘柄の他、キーワードからでも株価検索が実現できる「E*Search」に、
企業情報や財務情報の検索も可能にした、統合型企業情報検索サイト。
SBIグループはWeb 2.0をFinanceに応用しようとするFinance2.0という概念を提唱しており、このサービスはSBI Roboの提供する最初のFinance2.0サービスということになる。

### SBI Cyber MEGACITY
2007年6月にSTUDIO 4℃、アーカイブゲートと業務提携を締結、金融分野における仮想空間「Cyber MEGACITY - 東京0区」を開始するためのジョイントベンチャーを設立することとなった。
Second Lifeの志向する仮想空間とは異なる3D世界の構築を模索しており、デザイン関係でSTUDIO 4℃と提携するなど「日本型」のアニメーションに近い3D世界の構築を目指している。

## 沿革
- 2006年6月20日 - ソフトバンクRobo株式会社として設立。
- 2006年11月20日 - SBIホールディングスが買収。同日、社名を「SBI Robo株式会社」に商号を変更。
- 2010年1月31日 - 自社で運営していたサービスSBI Businessを株式会社リードジャパン(当時、現在は株式会社ジー・モード)に委譲し、現在は会社として事業を行っていない模様。